# Bryan Olivera
Bryan Olivera Calvo (Fort Lauderdale, 11 marzo 1994) è un calciatore uruguaiano, centrocampista svincolato.

## Caratteristiche tecniche
È un trequartista.

## Carriera
Nel 2012-2013 ha militato nel settore giovanile del Genoa. Ha esordito fra i professionisti il 16 agosto 2015 disputando con il Ventura County l'incontro di USL Championship vinto 3-2 conto l'Austin Aztex.